# Xã Plain, Quận Wood, Ohio
Xã Plain (tiếng Anh: Plain Township) là một xã thuộc quận Wood, tiểu bang Ohio, Hoa Kỳ. Năm 2010, dân số của xã này là 1.663 người.